# سنغ درة (عشر ستاق)
سنغ درة (بالفارسية: سنگ‌دره) هي قرية تقع في إيران في قسم عشر ستاق الريفي. يقدر عدد سكانها بـ 55 نسمة بحسب إحصاء 2016.